# (467263) 2016 EW181
(467263) 2016 EW181 es un asteroide perteneciente al cinturón de asteroides, descubierto el 19 de abril de 2006 por el equipo Spacewatch desde el Observatorio Nacional de Kitt Peak (Arizona, Estados Unidos).